# Патокка, Йюрген
Йю́рген Па́токка (нем. Jürgen Patocka; 30 июля 1977, Вена) — австрийский футболист, игравший на позиции защитника. Участник чемпионата Европы 2008 в составе сборной Австрии.

## Карьера

### Клубная
Воспитанник футбольных школ клубов «Унтерзибенбрунн», «Рапид» и «Флоридсдорф». Профессиональную карьеру начал в 2001 году в клубе «Аустрия» из города Лустенау, за который сыграл 92 матча, забил 12 мячей и был капитаном команды. В 2004 году перешёл в «Маттерсбург», в составе которого дебютировал 14 июля 2004 года в матче против «Штурма». Всего за «Маттерсбург» сыграл 90 матчей, забил 6 мячей, дважды становился вместе с клубом финалистом Кубка Австрии и участвовал с командой во втором квалификационном раунде Кубка УЕФА.
Летом 2007 года на правах свободного агента перешёл в венский «Рапид», в составе которого дебютировал 11 июля 2007 года, и уже в конце лета вместе с клубом стал обладателем Кубка Интертото, в сентябре участвовал в первом круге Кубка УЕФА, а в 2008 году стал вместе с командой чемпионом Австрии.

### В сборной
До 2007 года выступал за юношеские и молодёжную сборные. В составе главной национальной сборной Австрии дебютировал 30 мая 2007 года в товарищеском матче со сборной Шотландии. Участник чемпионата Европы 2008 года, однако на поле в составе команды так ни разу и не вышел. Всего провёл за сборную 5 матчей, завершил выступления в ней в 2009 году.

## Достижения
Чемпион Австрии: (1)
- 2007/08

Обладатель Кубка Интертото: (1)
- 2007

Финалист Кубка Австрии: (2)
- 2005/06, 2006/07